# 고젝
PT 고젝 인도네시아(모든 소문자로 표기하며, j는 goȷek으로, 이전에는 GO-JEK으로 표기되었음)는 자카르타에 본사를 둔 인도네시아의 온디맨드 다중 서비스 플랫폼 및 디지털 결제 기술 그룹이다. 고젝은 2009년 인도네시아에서 소비자들을 택배 및 이륜차 호출 서비스에 연결하는 콜센터로 처음 설립되었다. 고젝은 2015년에 고라이드, 고샌드, 고숍, 고푸드 네 가지 서비스만을 제공하는 애플리케이션을 출시했다. 오늘날 100억 달러의 가치를 지닌 고젝은 20개 이상의 서비스를 제공하는 슈퍼 앱으로 변모했다.
고젝은 인도네시아, 베트남, 싱가포르, 태국, 필리핀(Coins.ph 인수통해) 등 5개국에서 운영된다. 고젝은 인도네시아 최초의 유니콘 기업이자 동국 최초의 "데카콘" 기업이다. 2017년과 2019년에 포춘지의 "세계를 바꾼 50대 기업" 목록에 포함된 동남아시아 유일의 기업으로, 각각 17위와 11위를 기록했다. 2020년 6월 현재, 동남아시아 전역에 약 1억 7천만 명의 사용자를 보유하고 있다.
2021년 5월 17일, 고젝과 토코페디아는 합병 완료를 발표하고 새로운 지주회사인 고투를 설립했다.
고젝은 아스트라 인터내셔널, 블리블리, 구글, 페이스북, 페이팔, 미쓰비시 그룹, 세쿼이아, 노스스타 그룹, 테마섹 홀딩스, KKR, 워버그 핀커스, 비자, 팔랄론, 시암 상업 은행, 텐센트, 징동닷컴, 메이퇀, 캐피탈 그룹 등 여러 투자자로부터 재정 지원을 받았다.

## 역사

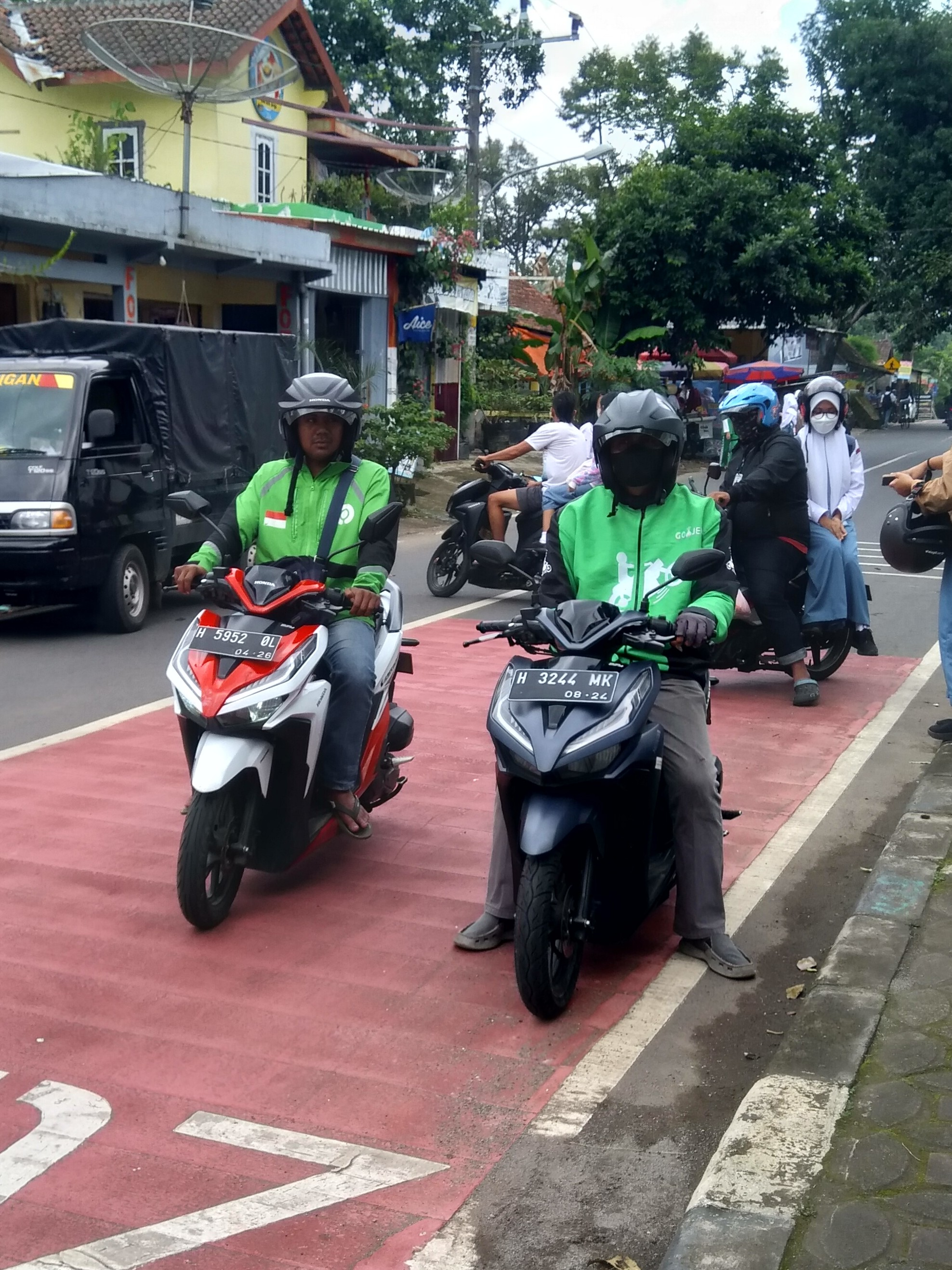
인도네시아 중앙자와주, 살라티가의 고젝 오토바이 운전자들

고젝이라는 이름은 인도네시아 전역에서 흔히 볼 수 있는 “오젝” 또는 오토바이 택시를 뜻하는 용어에서 유래했다. 2010년 20명의 오토바이 운전자와 함께 설립되었다. 고젝 앱은 2015년 1월에 출시되었고, 2년도 채 되지 않아 약 3천만 건의 다운로드를 기록했다. 고젝은 싱가포르 최대 은행인 DBS와 제휴했다.
고젝은 나디엠 마카림과 미켈란젤로 모란이 공동 설립했다. 인도네시아인인 나디엠은 브라운 대학교와 하버드 경영대학원에서 학위를 받았다. 그는 맥킨지 & 컴퍼니 컨설팅에서 3년 동안 일한 후 단 20명의 오젝 운전자가 나중에 모집관이 된 작은 콜센터에서 고젝을 시작했다. 오젝의 충성도 높은 사용자였던 나디엠은 오젝 운전자들이 대부분의 시간을 손님을 기다리는 데 보내는 반면, 손님들은 이용 가능한 오젝을 찾아 헤매는 데 시간을 낭비한다는 사실을 발견했다. 고젝은 운전자와 승객이 효율적으로 연결되고 운전자가 수입을 늘릴 수 있는 플랫폼을 제공함으로써 이 문제를 해결하기 위해 만들어졌다. 공동 설립자이자 오랜 고등학교 친구인 미켈란젤로 모란은 회사의 브랜드 이사직 외에도 회사의 첫 상징적인 로고를 디자인하고 전체 회사를 브랜딩한 것으로도 알려져 있다.
2018년 5월 현재, 이 앱은 18가지 서비스를 제공하며, 온라인 콘텐츠 사업에서 2가지 새로운 서비스가 출시될 예정이다. 이를 통해 총 20가지 온디맨드 서비스가 하나의 플랫폼에서 제공된다. 인도네시아에서 운영되는 스타트업이라는 점은 고젝이 현지 규제 환경을 탐색하고 현지 시장을 이해하는 데 유리하게 작용했다. 이를 통해 현지 운전자와 소비자에 모두 더 적합한 기능을 앱에 통합할 수 있었다. 고젝은 2017년에 인도에서 100명의 새로운 공학 분야 졸업생을 채용했다.
2020년, 이 회사는 현지 중소기업(MSMEs)이 온라인 상점을 쉽게 설정할 수 있도록 돕는 솔루션인 GoStore를 출시했다.

### 자금 조달
고젝의 유니콘 스타트업이 되는 여정은 2014년 말 노스스타 그룹의 벤처캐피털 펀드인 NSI 벤처스(현 오픈스페이스 벤처스)로부터 첫 자금 조달 라운드를 확보하면서 시작되었다. 2015년 초 급격한 성장으로 고젝은 세쿼이아 인도 및 노스스타의 사모 펀드로부터 추가 투자를 유치했다.
2016년 8월, 5억 5천만 달러에 달하는 자금 조달 라운드를 마친 후, 인도네시아의 가장 큰 두 회사인 아스트라 인터내셔널과 Blibli.com이 고젝에 투자했다. 국제 투자자로는 미국 기업인 구글과 중국의 텐센트와 같은 거대 기술 기업들이 포함되었으며, 글로벌 투자 회사인 테마섹도 참여했다. 한 설문조사에서는 고젝이 인도네시아에서 가장 인기 있는 차량 호출 앱으로 나타났다. 이 회사는 2018년 2월 현재 약 50억 달러의 가치를 지니고 있으며, 이는 인도네시아 증권거래소 (IDX)의 모든 운송 회사들의 총 시가총액을 초과한다.
2018년 5월, 고젝이 국제 확장 전략에 5억 달러를 투자할 것이라고 발표되었다. 2019년 1월, 이 스타트업은 20억 달러의 또 다른 자금 조달 라운드를 마쳤다. 회사의 총 가치는 95억 달러에 달했다.
2020년 3월, 고젝은 시리즈 F 라운드에서 12억 달러를 유치했다고 발표했다. 목표 가치는 미화 100억 달러였다.
2020년 6월, 페이스북의 메시징 플랫폼인 WhatsApp과 페이팔은 진행 중인 자금 조달 라운드의 일환으로 고젝에 투자했다고 발표했다. 투자 규모와 성격은 공개되지 않았지만 "의미 있는" 투자로 설명되었다.

### 인수 및 합병
이 회사의 급격한 성장은 일련의 인수 및 파트너십을 촉발했다. 2016년, 고젝은 인도에 본사를 둔 두 엔지니어링 스타트업인 C42 엔지니어링과 코드이그니션을 인수했다고 발표했으며, 인도 벵갈루루에 개발 센터를 설립했다. 또한 인도 모바일 애플리케이션 개발사인 레프트시프트(Leftshift)와 인도 홈 헬스케어 스타트업인 피안타(Pianta)도 인수했다.
2017년, 고젝은 인도네시아 최대 온라인 티켓 예매 및 이벤트 관리 시스템 회사 중 하나인 Loket.com을 인수했다. 같은 해, 결제 사업 확장을 위해 인도네시아의 대규모 핀테크 기업 3곳인 Kartuku, Midtrans, Mapan을 인수했다.
2019년 1월, 고젝은 모바일 지갑 Coins.ph의 지분 대부분을 인수했다. 고젝은 2022년에 Coins.ph 지분을 전 바이낸스 최고재무책임자 웨이 저우에게 2억 달러에 매각했다.
2019년 6월, 고젝은 인도 벵갈루루에 본사를 둔 AI 채용 플랫폼인 AirCTO를 인수했다.
2020년 3월, 고젝은 인도네시아의 주요 SaaS POS(Point of Sales) 제공업체인 Moka를 인수했다고 확인했다. 이 논의는 2019년부터 진행되었고 2020년 3월에 최종 확정되었다.
2020년 12월, 고젝은 그랩과 동남아시아에서 가장 큰 인터넷 합병이 될 사업 통합을 논의 중이라고 보도되었다.
2021년 2월, 고젝은 미국 및 인도네시아 증시 상장을 앞두고 토코페디아와의 합병에 근접한 것으로 보도되었다.
2021년 5월 17일, 토코페디아와 고젝은 새로운 법인인 고투의 설립을 통해 합병을 확인했다. 고투의 설립으로 인해 동남아시아에서 가장 큰 기술 대기업 중 하나가 될 것이다. 고투의 2020년 총 거래액(GTV)은 18억 건 이상의 거래를 통해 220억 달러를 넘어섰다.
2021년 7월, 에어아시아는 주식 거래를 통해 고젝의 태국 사업부를 인수할 것이라고 발표했다. 이 인수 후, 고젝은 에어아시아의 슈퍼앱 사업에서 4.76%의 지분을 보유하게 된다.

### 제휴
2016년, 인도네시아의 주요 택시 회사인 블루 버드 그룹과의 협력을 발표했다. 같은 해에는 오토바이에서 자동차로 호출 서비스를 확장한 Go-Car를 출시하고, 온디맨드 정비사 서비스를 제공하는 Go-Auto를 출시했다. 2016년 8월까지 인도네시아 최초의 온라인 운송 시스템이 되었다.
GPS 운영을 위해 구글 지도와 제휴했다. 다른 제휴로는 엔터테인먼트 분야에서 구글 플레이 및 MNC 비전과, 요금 지불 분야에서 이온 신용 서비스 및 스즈키 파이낸스 인도네시아와 제휴했다. 또한 국영 전력 회사인 PLN 및 국영 건강 보험인 BPJS 크세하탄과도 제휴했다.
2019년 2월, 가루다 인도네시아 항공 CEO 아리 아슈카라(Ari Ashkara)는 로이터 통신에 가루다 항공이 고젝과 인도네시아 17,000개 섬 전역에서 고젝으로 판매되는 제품 배송을 위해 심도 있는 논의를 진행 중이라고 밝혔다.
2019년 8월, 월스트리트 저널은 고젝이 아마존과 "사전 협의"를 진행했으며, 이는 아마존이 인도네시아 시장 확장을 위해 고젝의 배송 인프라를 활용하기 위한 상당한 투자를 포함할 것이라고 보도했다.
2020년 9월, 고젝은 유니레버와 파트너십을 맺었다고 발표했다. 이 협력의 일환으로, 고젝은 최근 출시된 GoToko를 통해 유니레버와 제휴한다. GoToko는 인도네시아의 중소기업(MSME)을 선도적인 소비재 회사와 연결하는 B2B 디지털 플랫폼이다. 이 협력을 통해 MSME 기업들은 GoToko를 사용하여 유니레버를 포함한 다양한 브랜드의 완벽한 일용품을 경쟁력 있는 가격과 저렴한 배송비로 이용할 수 있다.

### 영향
테마섹 디지털의 유튜브 채널에 따르면, 고젝은 인도네시아 경제에 연간 약 9조 9천억 루피아(7억 3천 2백만 달러)를 기여한 것으로 추정된다.
다른 연구 논문에 따르면 고젝은 운전자 파트너의 수입을 통해 인도네시아 경제에 연간 8조 2천억 루피아를 기여했으며, Go-Food에 SME 상점 파트너가 가입한 이후 월 1천3백8십6억 루피아가 국가 경제에 추가적으로 기여하고, SME 상점 파트너의 수입을 통해 인도네시아 경제에 1조 7천억 루피아를 기여하고 있다고 보고되었다.

### 브랜드 변경

고젝의 두 번째 로고로, "솔브"라는 별명으로 2019년 7월 27일부터 2022년 12월 13일까지 사용되었다.

2019년 7월 22일, 고젝은 새로운 로고를 공개했다. "솔브"라는 별명을 가진 새로운 아이콘은 고젝이 차량 호출 서비스에서 다양한 스마트한 방법으로 불편함을 해소하는 슈퍼 앱으로 변모했음을 상징한다.

### 서비스 중단
2019년 12월, 고젝은 성장이 정체되면서 GoLife 브랜드로 운영되는 대부분의 라이프스타일 서비스 중단 계획을 발표했다. GoLaundry 및 GoDaily 서비스는 2019년 12월 31일에 중단되었으며, GoFix, GoGlam 및 서비스 마켓플레이스 서비스는 2020년 1월 중순까지 중단되었다. 고젝은 당시 라이프스타일 서비스 주문의 90%를 차지하는 GoClean 및 GoMassage를 유지했다. 코로나19 팬데믹이 사업에 미친 영향으로, 고젝은 남아있던 모든 라이프스타일 서비스인 GoClean과 GoMassage를 2020년 7월 27일에 추가로 중단했다. 고젝은 또한 비슷한 시기에 GoFood Festival도 중단했다.

## 고젝 센터
고젝은 인도네시아의 많은 대도시 및 중소도시에서 운영되며, 또한 인도네시아 내 농촌 지역에서도 운영된다.
고젝은 2019년 1월 10일 싱가포르에서 "베타 단계의 개선"의 일환으로 차량 호출 서비스를 출시했다. 사장 앙드레 숄리스티오는 "싱가포르 차량 호출 시장에 선택의 폭을 다시 가져오는" 데 전념할 것이라고 밝혔다. 2019년 2월, 고젝 싱가포르는 경영 컨설턴트이자 등반가인 리엔 충 루엔을 싱가포르 운영 총책임자로 임명했다.

### 국제
고젝은 싱가포르에 데이터 과학 및 엔지니어링 역량을 갖춘 사무실을 두고 있으며, 인도 벵갈루루에는 C42 및 코드이그니션 인수를 통해 설립된 엔지니어링 시설이 있으며, 제품, 엔지니어링 및 디자인에 중점을 둔다.
2018년 5월, 고젝은 베트남, 태국, 싱가포르, 필리핀으로의 국제 확장 전략에 5억 달러를 투자한다고 발표했으며, 차량 호출 서비스를 시작으로 인도네시아의 다중 서비스 사업 모델을 더욱 복제할 예정이다. 이들 회사는 현지 설립 팀에 의해 운영될 것이며, 고젝은 기술 지원 및 전문 지식을 제공한다.

## 제품

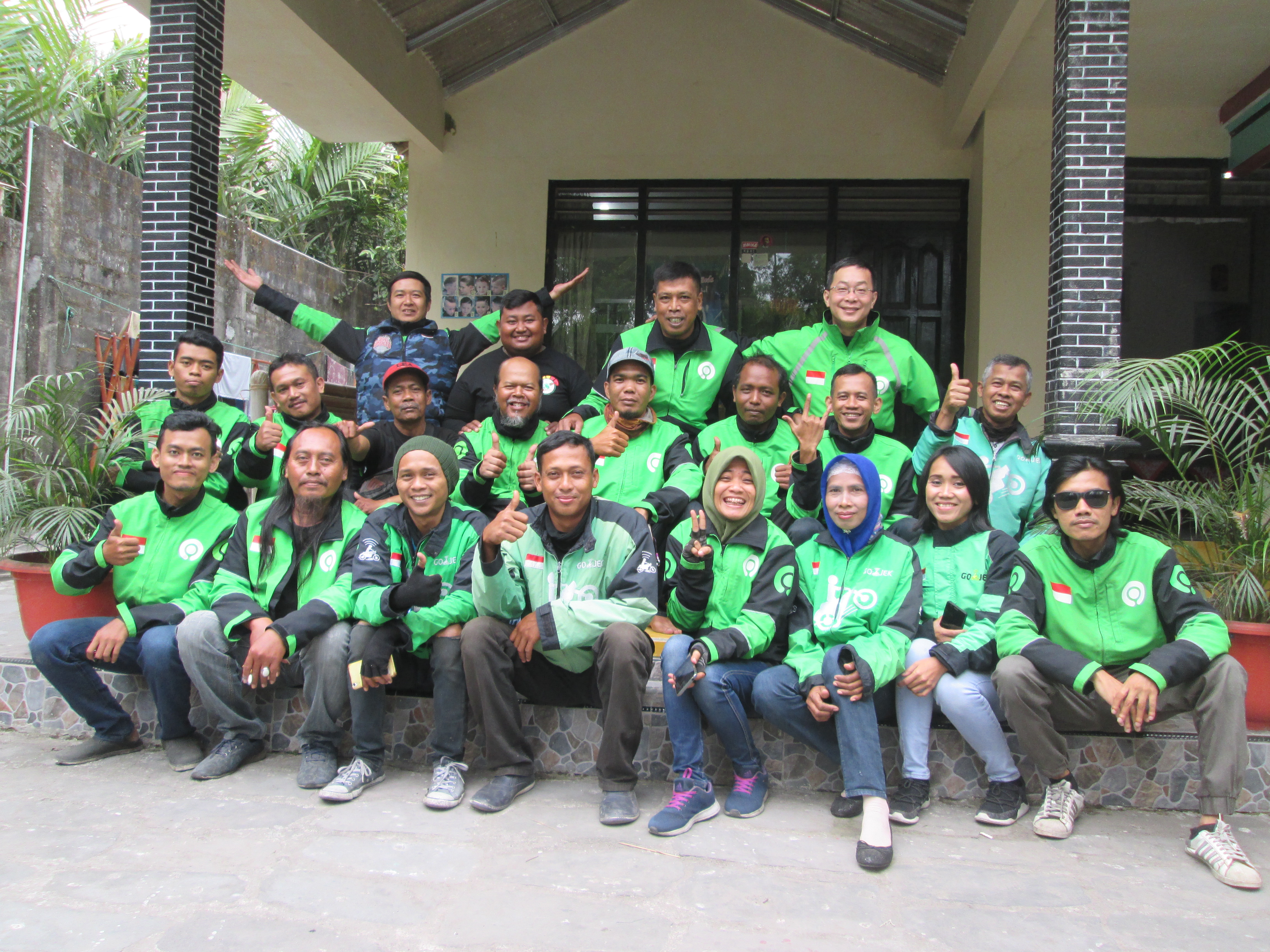
제복을 입은 고젝 운전자들

- 고페이는 인도네시아에서 네 번째로 큰 전자 지갑 서비스로, 국내 최대 금융기관인 만디리 은행의 e-머니, 센트럴 아시아 은행의 플라즈, 통신사 텔콤셀의 T-캐시 뒤를 잇는다.[84] 2017년 10월, 고페이 거래는 인도네시아 전체 전자 화폐 거래의 30%를 차지했다. 같은 해, 이 서비스는 국가 현금 없는 운동을 지원하는 가장 적극적인 핀테크 회사로 중앙은행으로부터 수상했다.[85] 2017년 5월, 이 서비스는 중앙은행으로부터 QR 코드 스캔을 통한 결제 라이선스를 취득했다.[86]
- 고라이드(GoRide)는 인도네시아 최초의 온라인 오토바이 택시 서비스이다.[87] 2018년 5월 현재, 고젝은 1,000,000대 이상의 차량을 보유하고 있다.[88]
- 고카(Go-Car), 자동차 차량 호출 서비스이다.
- 고블루버드(Go-Blue Bird)는 고객이 앱에서 블루 버드 택시를 요청할 수 있도록 한다. 고카가 고정 요금을 청구하는 것과 달리, 미터기 기반 택시 서비스이다.
- 고푸드(GoFood)는 인도네시아 전역의 25만 개 이상의 가맹점을 보유한 즉석 식품 배달 서비스이다.[89]
- 고푸드 페스티벌(Go-Food Festival)은 고푸드의 오프라인 푸드코트 체인 개념으로, 고푸드 가맹점의 음식과 음료를 판매한다. 수라바야, 마카사르, 팔렘방 등 인도네시아 주요 도시에 문을 열었으며, 전국 15개 이상의 매장을 보유하여 인도네시아에서 가장 잘 연결된 푸드코트 체인 개념이 되었다.
- 고마트(Go-Mart)는 고젝 앱에 등록된 슈퍼마켓에서 앱 기반 식료품 쇼핑을 제공한다.
- 고숍(Go-Shop)은 고마트와 유사하게 고객이 고마트에 등록되지 않은 상점에서 물건을 구매할 수 있도록 한다.
- 고샌드(Go-Send)는 단일 배송 구역 내에서 거리 제한 없이 물품 및 문서를 보낼 수 있는 온디맨드 택배 서비스이다.
- 고박스(Go-Box)는 고샌드와 유사하며, 픽업트럭, 단축 트럭 및 단축 박스 트럭을 사용하여 큰 물품을 옮기는 데 사용된다.
- 고틱스(Go-Tix)는 앱 기반 엔터테인먼트 티켓 판매 서비스이다.
- 고메드(Go-Med)는 HaloDoc의 “Apotik Antar” 기능과 제휴하여 앱 기반 의약품 배달 서비스이다.[90]
- 고마사지(Go-Massage)는 고객이 개인 마사지사를 요청할 수 있도록 한다.
- 고클린(Go-Clean)은 앱 기반 전문 주택 청소 서비스이다.
- 고글램(Go-Glam)은 앱 기반 개인 헤어스타일리스트, 네일 케어, 왁싱 및 페이셜 서비스이다.
- 고오토(Go-Auto)는 세차를 포함한 차량 유지보수 및 긴급 수리를 위한 앱 기반 차량 관리 서비스이다.
- 고풀사(Go-Pulsa)는 앱 기반 휴대폰 충전 서비스이다. 고풀사는 고페이로만 결제할 수 있다.
- 고빌스(Go-Bills)는 PLN 전기 요금 납부, PLN 전기 토큰 구매 및 BPJS 보험료 납부 서비스이다.
- 고포인트(Go-Points)는 고젝의 로열티 프로그램이다. 사용자는 각 거래마다 토큰을 받고 앱을 통해 보상으로 교환할 수 있다.
- 고플레이(Go-Play) 및 고스튜디오(Go-Studio): 회사는 비디오 스트리밍 제공업체인 Go-Play[91]와 프로덕션 하우스인 Go-Studio[92]를 통해 온라인 콘텐츠 사업에 진출할 계획을 발표했다. 고플레이는 2019년 9월에 서비스를 공식 출시했다.[93]
- 고페르타미나(Go-Pertamina) – 인도네시아의 주요 석유 회사인 페르타미나와 제휴한 온디맨드 연료 배달 서비스로, 가장 가까운 페르타미나 주유소에서 사용자에게 연료를 가져다준다.[94]
- 고니어바이(Go-Nearby)는 고푸드 상점과 고젝 고객을 연결하는 디렉토리 서비스이다.
- 고라이드 및 고카 프로텍트+(GoRide and GoCar Protect+): 회사는 사용자에게 더 나은 보안을 제공하는 새로운 서비스를 추가할 계획을 발표했다.[95]

## 수상 및 표창
고젝은 2017년 포춘지 선정 "세계를 바꾼 56개 기업" 목록에서 17위에 올랐으며, 동남아시아 기업으로는 유일하게 이 목록에 이름을 올렸다. 2019년 고젝은 다시 한번 포춘지 선정 "세계를 바꾼 50대 기업"에 이름을 올렸으며, 동남아시아 기업으로는 유일하게 두 번 포함되었는데, 52개 글로벌 기업 중 11위로 도약했다. 기타 국제적인 표창으로는 2017년 ASEAN 최우수 기업상, 언스트앤영 선정 올해의 기업가상, 그리고 2016년 우수 제품 및 서비스상 등이 있다.
국내 표창으로는 2019년 BrandZ 상위 15대 인도네시아 최고 가치 브랜드, 상위 3대 브랜드 실적 기업 및 상위 3대 가장 강력한 운송/물류 브랜드, 온라인 운송 분야 네티즌 선정 상위 3대 기업, 2015년 최고 인도네시아 모바일 앱, 최고 스타트업 카테고리 일과 삶의 균형, 2017년 인도네시아에서 가장 존경받는 CEO, 그리고 2017년 경제적 어려움 해결에 가장 창의적인 기업 등이 있다.

## 후원
고젝은 2017년부터 2018년까지 리가 1을 후원했다(2017년에는 트라벨로카와 함께). 고젝은 또한 2019년부터 페르십 반둥을 후원했다. 고젝은 인도네시아가 공동 개최한 2023년 FIBA 농구 월드컵의 지역 후원사 중 하나이기도 하다.

## 직장 문화

### 직원
고젝은 3,000명 이상의 직원을 보유하고 있으며, 그 중 210명의 엔지니어가 자카르타에 있는 본사 세 곳, 싱가포르의 데이터 과학 사무실, 인도의 엔지니어링 시설에 근무한다. 이 회사는 2018년 중반 4개국에서 차량 호출 서비스를 시작으로 동남아시아 확장을 위해 5억 달러를 투자한다고 발표했다. 이 확장은 기존 파트너 수를 늘릴 것이며, 2018년 5월 현재 1,000,000명 이상의 운전자, Go-FOOD를 위한 125,000명의 상인, Go-MASSAGE, Go-GLAM, Go-CLEAN 및 Go-AUTO 서비스를 위한 30,000명의 전문가를 포함한다.
팬데믹으로 인해 고젝은 2020년 6월 430명의 직원을 해고해야 했다.

### 직장
고젝의 자카르타 본사는 오래된 쇼핑몰을 영화관, 아케이드 게임과 당구대가 있는 게임룸, 사무실 카페 및 낮잠방을 갖춘 현대적인 작업 공간으로 리모델링했다.

## 비판과 논란
고젝의 급속한 성장과 인도네시아 시장 지배력은 주요 언론 보도로 이어졌으며, 주로 기존 택시 및 오젝 서비스로부터 비판을 받았다. 고젝은 다른 차량 호출 서비스와 함께 인도네시아 교통부에 의해 잠시 운영이 금지되었다. 이 금지는 인도네시아의 수많은 사람들에게 반대에 부딪혔고, 트위터에서 #SaveGojek 해시태그가 인도네시아에서 가장 많이 트렌딩되는 주제가 되며 대중의 지지를 얻었다. 조코 위도도 대통령이 혁신을 금지해서는 안 되며 금지가 고젝 서비스에 의존하는 많은 인도네시아인의 삶에 부정적인 영향을 미칠 것이라고 비판하자 금지는 당일에 해제되었다. 2018년 10월, 부디 카랴 수마디 인도네시아 교통부 장관은 온라인 택시에 대한 새로운 규정인 PM 108을 적용했다. PM 108은 공공 운송에 사용되는 개인 차량의 사용을 규제하는 이전 PM 26을 대체했다.
2018년 3월, 회사가 새로운 자금 조달 라운드를 마친 지 몇 주 만에, 수천 명의 운전자들이 대통령궁 맞은편 도로를 따라 나와 당시 킬로미터당 약 1600루피아(15센트)였던 요금에 항의하는 시위를 벌였다. 이 요구는 2020년 1월 미래 시위에서도 계속되었는데, 운전자들은 기업들이 정한 요금을 평가하겠다고 약속했던 인도네시아 교통부에 조치를 요구했다. 운전자들은 각 주 정부가 자체적인 최저 임금을 설정할 자율성을 가지고 있으므로 이러한 요금은 주 수준에서 다루어져야 한다고 느꼈다. 고젝 운전자들의 초기 시위 중 하나는 2015년 고젝의 첫 본사였던 자카르타 케망 앞에서 이루어졌는데, 그들은 공동 창립자이자 당시 CEO였던 나디엠 마카림을 만나 인센티브 제도의 투명성을 요구했다. 운전자들은 처음에 대여 형식으로 제공되었던 고젝 운전자 재킷과 같은 인벤토리 보증금에 대해 알지 못한 채 급여가 삭감된 것이 부당하다고 느꼈다.
창립 이래 고젝은 운전자들의 대규모 시위를 여러 차례 겪었다. 2021년 6월, 고젝과 토코페디아의 공식 합병 며칠 전, 고젝 운전자들은 GoKilat(고젝의 택배 서비스 부문)의 인센티브 제도 변경으로 인해 운전자 요금이 크게 줄어들자 3일간 파업을 벌일 것이라고 발표했다. 저항의 일환으로 운전자들은 자카르타 대도시권과 반둥에서 GoKilat 주문을 받지 않기로 계획했다. 2024년 8월에도 시위가 다시 발생했고, 운전자들은 시위에서 인간적인 근무 조건, 적절한 임금, 법적 지위 인정을 요구했다. 그들은 정부와 온라인 운송 기업들에게 법에 운전자 직업의 지위를 합법화할 것을 요구했다. 또한, 애플리케이션 회사들이 자신들의 수입에서 가져가는 몫을 낮춰줄 것을 요구했다. 그들은 8월 29일에 하루 종일 서비스를 중단하며 파업을 벌였고, 고젝, 그랩, 그리고 정보통신부 사무실을 습격했다. 고젝은 운전자들의 시위에도 불구하고 일반 대중이 여전히 자신들의 애플리케이션 서비스를 사용할 수 있도록 보장하며 대응했다. 또한 회사는 파트너들의 염원을 경청하는 데 열려 있다고 밝혔다. 그러나 고젝은 운전자들의 수입 공식에 대한 설명은 제공하지 않았다.

## 같이 보기
- 그랩
- 유니콘 기업 목록

## 더 읽어보기
- Royani, S.; Ruswandi, D. R.; Rahmawati, W.; Nurkholifah, A.; Fauziah, D.; Maharani, N. S. P. (2025). 《Application-Based Transportation Technology Analysis: Case Study of PT. Gojek Indonesia》. 《SINTESA》 (영어) 16. 16–21쪽. 2025년 6월 29일에 확인함.

- Sinha, Diksha (2025). 《GoJek’s Trajectory in Southeast Asia: Disruption, Growth, and Emerging Challenges》. 《Open Access Cases》 (영어) 2. ISSN 3067-0349. 2025년 6월 29일에 확인함.

- Karim, A.; Asrianto, A.; Ruslan, M.; Said, M. (2023). 《Gojek Accelerate Economic Recovery through the Digitalization of MSMEs in Makassar》. 《Journal The Winners》 (영어) 24. 23–31쪽. doi:10.21512/tw.v24i1.9388. 2025년 6월 29일에 확인함.

- Greeven, Mark; Reinmoeller, Patrick; Feng, Yunfei (2021년 9월 7일). 〈Strategy and General Management〉. Gojek: Merging with Tokopedia to Create a Super Platform (Case study) (영어). 국제경영개발원 via The Case Centre. 7쪽. IMD-7-2301. 2025년 6월 29일에 확인함.
- Davis, Jason; Yang, Anne (March 2021). 〈Entrepreneurship〉. Gojek: From Ride-sharing Super-app to Fintech Ecosystem Leader (Case study) (영어). INSEAD via The Case Centre. 13쪽. 821-0020-1. 2025년 6월 29일에 확인함.
- Malawani, A. D.; Salahudin, S.; Qodir, Z.; Loilatu, M. J.; Nurmandi, A. (2020). 〈The Evolution of “GOJEK” as an Indonesian Urban Mobile Ride Hailing Model: Study Case – Public and Government Regulatory Responses on Urban Mobile Ride Hailing〉.   Stephanidis, Constantine; Antona, Margherita. 《HCI International 2020 – Posters. HCII 2020》. Communications in Computer and Information Science. Springer, Cham. 438–444쪽. doi:10.1007/978-3-030-50732-9_56. 2025년 6월 29일에 확인함.
- Adhikara, C. T.; Wicaksono, K. C. Bagus (2017년 11월 17일). 〈Brand Image Analysis of Online Ojek Apps Service: (Case Study of Go-Jek & GrabBike Motorcycle Taxi in Jakarta)〉. 《2017 International Conference on Information Management and Technology (ICIMTech)》. 족자카르타 특별 지역, 인도네시아: IEEE. 288–293쪽. doi:10.1109/ICIMTech.2017.8273553. 2025년 6월 29일에 확인함.